# Alcide Dessalines d'Orbigny
Alcide Charles Victor Marie Dessalines d'Orbigny (6 de setembro de 1802 - 30 de junho de 1857) foi um naturalista francês que fez contribuições importantes em muitas áreas, incluindo zoologia (incluindo malacologia), paleontologia, geologia, arqueologia e antropologia.
D'Orbigny nasceu em Couëron (Loire-Atlantique), filho de um médico naval e naturalista amador. A família mudou-se para La Rochelle em 1820, onde o seu interesse pela história natural se desenvolveu ao estudar a fauna marinha e principalmente as criaturas microscópicas que chamou de "foraminíferos".
Em Paris, ele se tornou discípulo do geólogo Pierre Louis Antoine Cordier (1777-1861) e Georges Cuvier . Durante toda a sua vida, ele seguiria a teoria de Cuvier e permaneceria contra o lamarckismo.

## Era da América do Sul

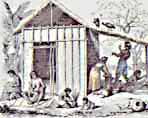
Na costa do Rio Magdalena. Imagem de Voyages pittoresque dans les deux Amériques

D'Orbigny viajou em missão para o Museu de Paris, na América do Sul entre 1826 e 1833. Ele visitou a Venezuela, Colômbia, Equador, Peru, Bolívia, Chile, Argentina, Paraguai e Brasil, e voltou para a França com uma enorme coleção de mais de 10 000 espécimes de história natural. Ele descreveu parte de suas descobertas em La Relation du Voyage dans l'Amérique Méridionale pendant les annés 1826 à 1833 (Paris, 1824-47, em 90 fascículos). Os outros espécimes foram descritos por zoólogos do museu.
Seu contemporâneo, Charles Darwin, chegou à América do Sul em 1832 e, ao saber que fora precedido, resmungou que D'Orbigny provavelmente havia coletado "a nata de todas as coisas boas". Darwin mais tarde chamou a Viagem de D'Orbigny de "obra mais importante". Eles continuaram a se corresponder, com D'Orbigny descrevendo alguns dos espécimes de Darwin.
Ele foi premiado com a Medalha de Ouro da Société de Géographie de Paris em 1834. O pantodonte sul-americano do Paleoceno Alcidedorbignya foi nomeado em sua homenagem.

## 1840 e mais tarde
Em 1840, d'Orbigny iniciou a descrição metódica dos fósseis franceses e publicou La Paléontologie Française (8 vols). Em 1849, ele publicou um Prodrome de Paléontologie Stratigraphique intimamente relacionado, pretendido como um "Prefácio à Paleontologia Estratigráfica", no qual ele descreveu quase 18 000 espécies, e com comparações bioestratigráficas erigiu estágios geológicos, cujas definições repousam em seus estratótipos.
Em 1853, tornou-se professor de paleontologia no Muséum National d'Histoire Naturelle de Paris, publicando seu Cours élémentaire que relacionava a paleontologia à zoologia, como uma ciência independente dos usos feitos dela na estratigrafia. A cadeira de paleontologia foi criada especialmente em sua homenagem. A coleção d'Orbigny está localizada na Salle d'Orbigny e é frequentemente visitada por especialistas.
Ele descreveu as escalas de tempo geológicas e definiu vários estratos geológicos, ainda hoje usados como referência cronoestratigráfica, como Toarciano, Calloviano, Oxfordiano, Kimmeridgiano, Aptiano, Albiano e Cenomaniano. Ele morreu na pequena cidade de Pierrefitte-sur-Seine, perto de Paris.

## Catastrofismo
D'Orbigny, discípulo de Georges Cuvier, foi um notável defensor do catastrofismo.
Ele reconheceu 27 catástrofes no registro fóssil. Isso ficou conhecido como a "doutrina das criações sucessivas". Ele tentou reconciliar o registro fóssil com a narrativa da criação do Gênesis. Tanto geólogos uniformitários quanto teólogos rejeitaram sua ideia de criações sucessivas.
O paleontólogo Carroll Lane Fenton observou que sua ideia de vinte e sete criações mundiais era "absurda", mesmo para os criacionistas. L. Sprague de Camp escreveu que "Alcide d'Orbigny, levou a ideia ao absurdo. Arrastando-se no sobrenatural, d'Orbigny argumentou que, em 27 ocasiões distintas, Deus destruiu toda a vida na terra e recomeçou com uma criação totalmente nova".

## Publicações

### Lista parcial de publicações
- 1826. Tableau méthodique de la classe des Céphalopodes. Annales de Sciences naturelles.
- 1834. Notice sur un nouveau Cétacé des rivières du centre de l'Amérique méridionale. Nouvelles Annales du Muséum d'Histoire naturelle, 3 : 28-36.
- 1835. Synopsis terrestrium et fluviatilium molluscorum, in suo per Americam meridionalem itinere. Magasin de zoologie, classe V, no 61-62 : 1-44. (online)
- 1835-1847. Voyage en Amérique méridionale. Pitois-Levrault, Paris (9 tomes, 11 volumes).
- 1837. Mémoire sur des espèces et sur des genres nouveaux de l'ordre des Nudibranches observés sur les côtes de France. Magasin de zoologie, classe V, 1-16, pl. 102-109.
- 1839. L'homme américain (de l'Amérique méridionale) considéré sous ses rapports physiologiques et moraux, vol. 1, Paris, pitois-Levrault, 1839, 423 p. (online)
- 1839. L'homme américain (de l'Amérique méridionale) considéré sous ses rapports physiologiques et moraux, vol. 2, Paris, pitois-Levrault, 1839, 372 p. (online)
- 1842-1860. Paléontologie française. Paris, ~4000 p., 1440 pl. lith. (9 tomes).
  - Alcide d'Orbigny, , vol. 3, 1843, 807 p. (online)
  - 1840-1842. Céphalopodes crétacés.
  - 1842-1843. Gastéropodes crétacés.
  - 1842-1851. Céphalopodes jurassiques.
  - 1843-1848. Lamellibranches crétacés.
  - 1847. Supplément aux Céphalopodes crétacés.
  - 1848-1851. Brachiopodes crétacés.
  - 1851-1854. Bryozoaires crétacés.
  - 1851-1860. Gastéropodes jurassiques.
  - 1854-1860. Echinodermes crétacés.

- 1849-1852. Cours élémentaire de paléontologie et de géologie stratigraphiques, 1146 p., 628 figs. (3 vol.).
- 1850-1852. Prodrome de paléontologie stratigraphique universelle des animaux mollusques et rayonnés fossiles. Masson, Paris. 1017 p. (3 vol.)
  - volume 1 : (on line)
  - volume 2 : (on line)
  - volume 3 : (on line)